# 佩里科 (古巴)
22°46′31″N 81°0′55″W / 22.77528°N 81.01528°W

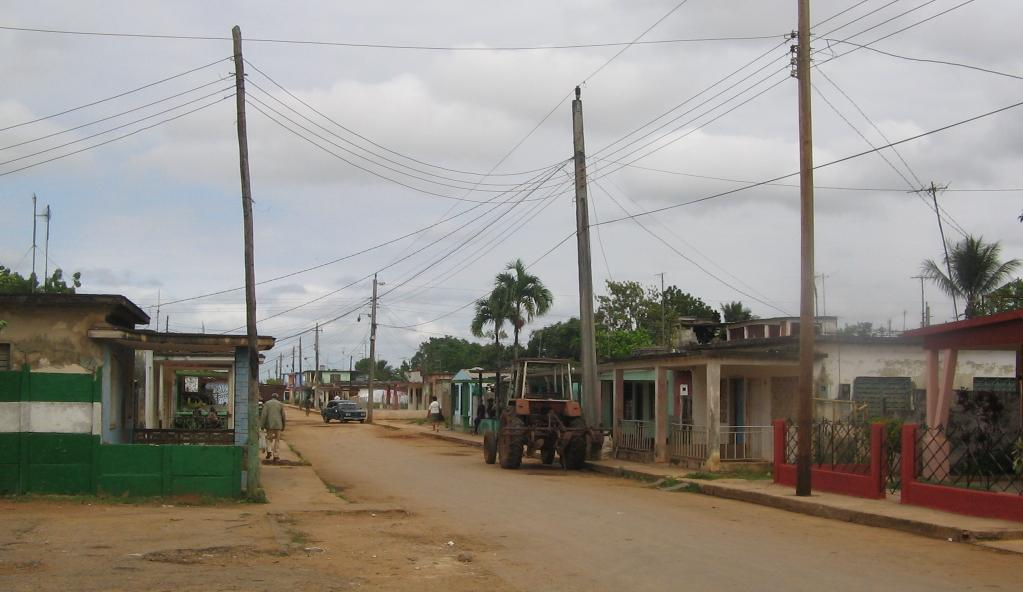

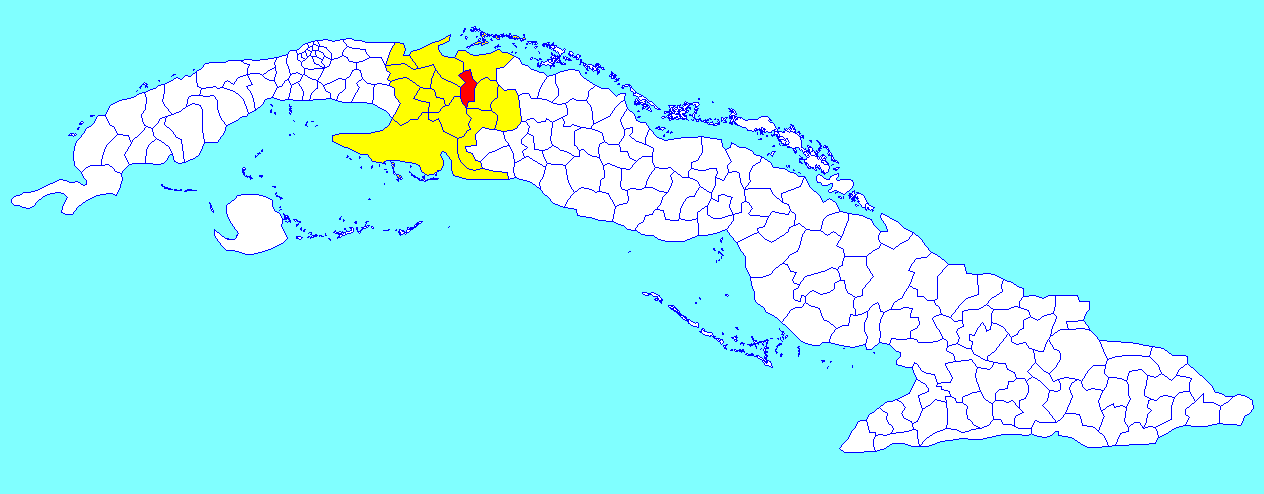

佩里科（西班牙語：Perico），是古巴的城鎮，位於該國西部，由馬坦薩斯省負責管轄，始建於1874年，面積278平方公里，海拔高度35米，2004年人口31,147，人口密度每平方公里112.0人。